# Bratoselce
Bratoselce (cirill betűkkel Братоселце) egy falu Szerbiában, a Pcsinyai körzetben, a Bujanovaci községben.

## Népesség
- 1948-ban 267 lakosa volt.
- 1953-ban 292 lakosa volt.
- 1961-ben 298 lakosa volt.
- 1971-ben 284 lakosa volt.
- 1981-ben 196 lakosa volt.
- 1991-ben 108 lakosa volt
- 2002-ben 71 lakosa volt,[1] akik mindannyian szerbek.[2]